# Frederik Ahlefeldt

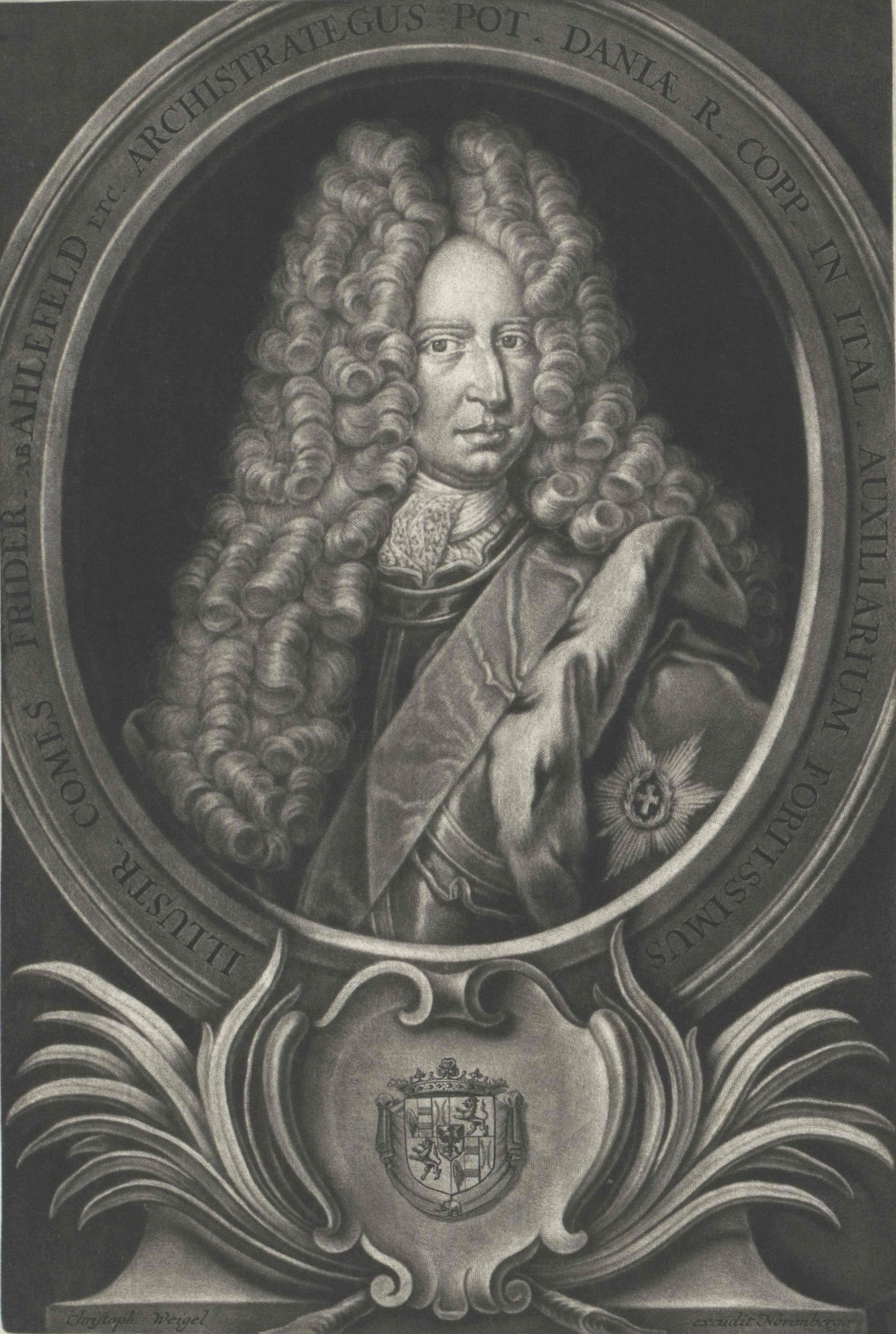
Frederik Ahlefeldt

Frederik Ahlefeldt (ur. 1662, zm. 1708) został w roku 1701 generałem-porucznikiem piechoty, a w roku 1706 dowódca duńskiego korpusu piechoty w służbie cesarskiej. Odznaczony Orderem Słonia
Jego ojciec, również Frederik Ahlefeldt (1623-1686), był kanclerzem Danii.